# 张耀华 (1948年)
张耀华（1948年10月—），男，汉族，河北遵化人，中华人民共和国政治人物。曾任唐山市人民政府市长，唐山市人大常委会主任。